# باريوس دي كولينا
بلدية باريوس دي كولينا (بالإسبانية: Barrios de Colina)‏، هي إحدى بلديات مقاطعة برغش، التي تقع في منطقة قشتالة وليون، والتي تقع في شمال غرب إسبانيا.
يبلغ عدد سكانها 75 نسمة وفقاً لإحصائية سنة (2002).